# Jagdstein (Borgholm)

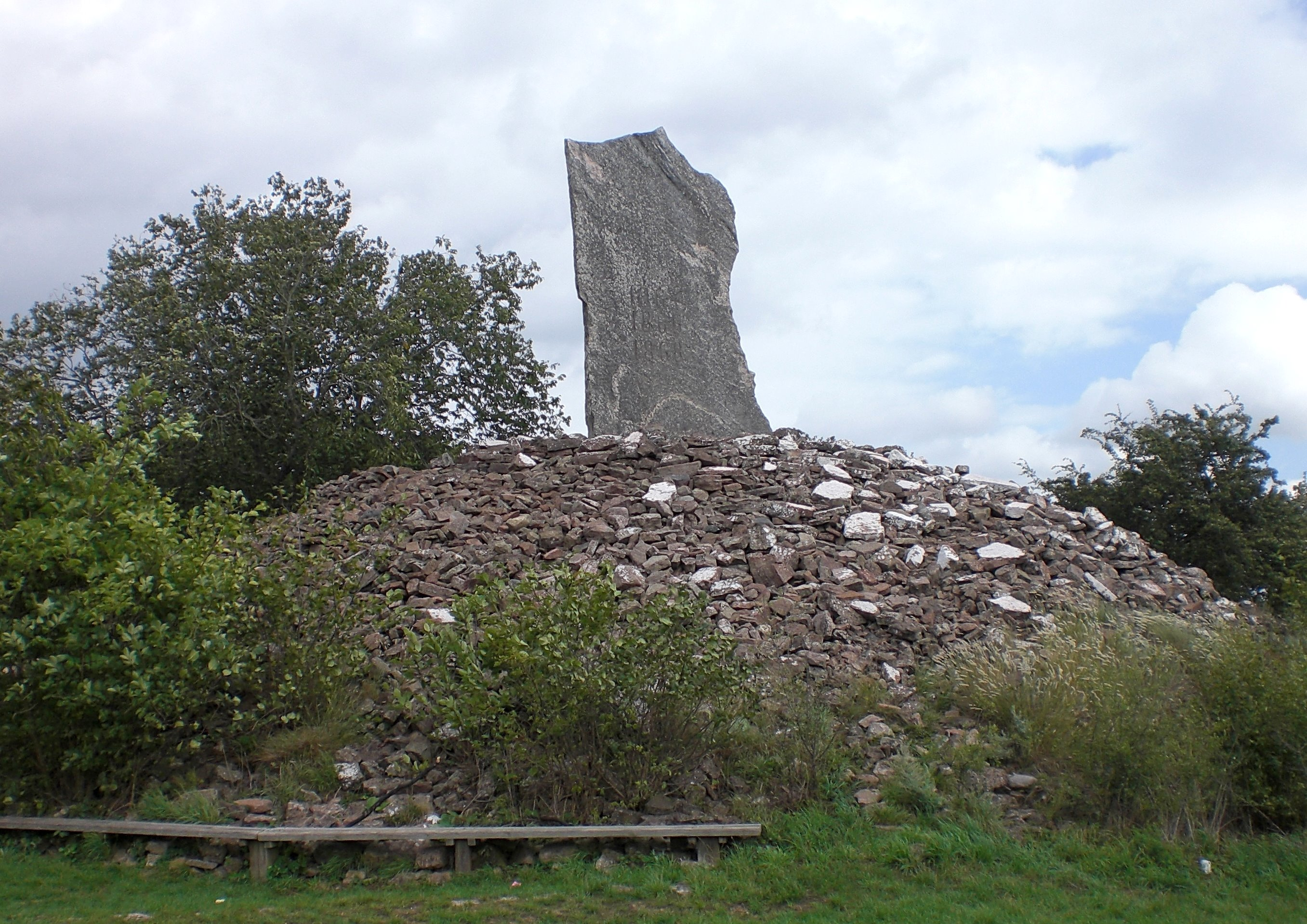
Jagdstein

Der Jagdstein ist ein Denkmal in Borgholm auf der schwedischen Ostseeinsel Öland.
Es befindet sich nur wenige Meter nordöstlich der Ruine des Schlosses Borgholm. Das Denkmal erinnert an drei Jagden die der schwedische König Karl XV. in den Jahren 1864, 1866 und 1868 auf Öland, welches eine besondere Tradition als königliches Jagdrevier hat, abhielt. Zwischen 1569 und 1801 war die gesamte Insel königliches Jagdrevier, was für die Bevölkerung auch erhebliche Einschnitte bedeutete. Auch nach 1801 blieb die Tradition der königlichen Jagden auf der Insel erhalten.
Die Anlage besteht aus einem Steinhaufen auf dessen Gipfel ein großer aufrechtstehender Kalkstein steht. Sowohl der Steinhaufen als auch der Kalkstein erinnern in ihrer Form an die auf Öland häufig anzutreffenden prähistorischen Grabanlagen. Auf dem Kalkstein steht in Schwedisch: Zur Erinnerung an König Karl XV. wurde dieser Stein vom königlichen Jagdklub und der Bevölkerung von Öland errichtet.
Das Denkmal gilt als Beispiel für die gotische Idee und die damit damals ausgedrückte Sehnsucht der Menschen nach einer glanzvollen Vergangenheit.